# Вуспюрт-Чурачики
Вуспю́рт-Чура́чики (чув. Вуспӳрт Чурачăк) — деревня в Чебоксарском районе Чувашской Республики, входит в состав Ишлейского сельского поселения.

## География
Расстояние до столицы республики, города Чебоксары, составляет 28 км, до районного центра, посёлка Кугеси, — 30 км, до железнодорожной станции — 13 км. Деревня расположена в бассейне реки Покшаушка.
Часовой пояс
Деревня Вуспюрт-Чурачики, как и вся Чувашская Республика, находится в часовой зоне МСК (московское время). Смещение применяемого времени относительно UTC составляет +3:00.

## История
Деревня появилась в конце XVIII века как выселок деревни Чуратчиков (ныне деревня Корак-Чурачики). Жители — до 1866 года государственные крестьяне; занимались земледелием, животноводством, домашним ремеслом, кулеткачеством, прочими промыслами. В начале XX века действовала водяная мельница, в 1920-е годы — Байрашевская промысловая артель по кулеткачеству. В 1931 году образован колхоз им. Войкова. В 1951 г. все пять чурачикских деревень и Мутикасы образовали колхоз им. Энгельса (с центром в деревне Корак-Чурачики), в 1968 году вошли в состав совхоза «Ишлейский». 

По состоянию на 1 мая 1981 года населённые пункты Ишлейского сельского совета (в том числе деревня Вуспюрт-Чурачики) — в составе совхоза «Ишлейский»:104.
Административно-территориальная принадлежность
В составе: Сундырской волости Козьмодемьянского уезда (до 24 июля 1920 года), той же волости Чебоксарского уезда (до 1 октября 1927 года), Татаркасинского (до 1 марта 1935 года), Ишлейского (до 14 июля 1959 года), Сундырского (до 1 октября 1959 года), Чебоксарского районов:147. 

Сельские советы: Чурачикский (с 1 октября 1927 до 25 января 1960 года), Ишлей-Покровский (до 5 июня 1964 года), Ишлейский:147. С 1 января 2006 года деревня в составе Ишлейского сельского поселения.
Религия
В конце XIX — начале XX века жители деревни Вусь-Пюрдь были прихожанами Владимирской церкви села Анат-Кинярь (Деревянная церковь построена не позднее 1781 года, вновь отстроена каменной в 1809 году на средства прихожан, главный престол во имя Владимирской Божией Матери, придел во имя Свв. Гурия, Варсонофия и Германа Казанских Чудотворцев. Закрыта в 1941 году, приход восстановлен в 1945 году.).

## Название
Название от чув. виҫ/виҫӗ/виҫҫӗ «три» и пӳрт «изба», чура «раб, слуга», чик/чике/чикӗ «граница, рубеж, черта, межа, край» (М.Р. Федотов).— Географические названия Чувашской Республики
Историческое и прежние названия
Историческое: Осиная. Вусь-Пюрдь (1904), Вуспӳрт (1927).

## Население
| 2010 | 2012 |
| ---- | ---- |
| 103  | ↗116 |

По данным Всероссийской переписи населения 2002 года в деревне проживали 113 человек, преобладающая национальность — чуваши (99%).

## Инфраструктура
Функционирует ОАО «Чурачикское»  (по состоянию на 2010 год).